# Lisbeth Trickett
Lisbeth "Libby" Constance Trickett (tidigare Lenton), född 28 januari 1985 i Townsville, Queensland, Australien, är en australisk simmare som tävlar i frisim och fjärilsim och som tillhört världseliten sedan 2003.

## Olympiska meriter
Trickett deltog vid de olympiska spelen 2004 i Aten där hon blev guldmedaljör på damernas lagkapp på 100 m frisim tillsammans med Alice Mills, Petria Thomas och Jodie Henry. Dessutom blev hon bronsmedaljör på 50 meter frisim. Vid olympiska spelen 2008 vann hon fyra medaljer varav två guld. Vid OS 2012 ingick hon i det australiska lag som vann guld på 4x100 meter frisim.

## Meriter vid världsmästerskap
Trickett har totalt på både långbana och kortbana vunnit 15 guld vid världsmästerskap. Vid VM på långbana 2005 blev det guld i lagkapp både i 4 x 100 meter frisim och 4 x 100 meter medley. Dessutom individuellt guld på 50 meter frisim. Vid VM 2007 gick det ännu bättre med guld individuellt på både 50 och 100 meter frisim och 100 meter fjärilsim. Dessutom två lagkappsguld.

## Världsrekord
Trickett har noterat flera världsrekord såväl på lång- som på kortbana. På 50 meter frisim på långbana slog hon Marleen Veldhuis världsrekord den 29 mars 2008 då hon som första kvinna simmade under 24 sekunder med tiden 23,97. Veldhuis hade noterat sitt världsrekord bara fem dagar tidigare.
På 100 meter frisim har Trickett världsrekordet kort och på långbana. På långbana har hon fyra gånger slagit världsrekordet och den senaste noteringen kom vid de australiska OS-uttagningarna i mars 2008 då hon simmade på 52,88. På kortbana är hennes världsrekod från augusti 2005 och lyder på 51,70.
På 200 meter frisim hade Trickett världsrekordet på kortbana från november 2005 fram till december 2008. 
Slutligen hade Trickett även världsrekordet på 100 meter fjärilsim åren 2006–2008.

### Fotnoter
1. ↑  ”Libby Lenton-Trickett Bio, Stats, and Results - Olympics at Sports.reference.com”. sportsreference.com. Sportsreference. Arkiverad från originalet den 17 juli 2012. https://web.archive.org/web/20120717052610/http://www.sports-reference.com/olympics/athletes/le/libby-lenton-trickett-1.html. Läst 22 november 2015.